# Ramón Ángel Jara

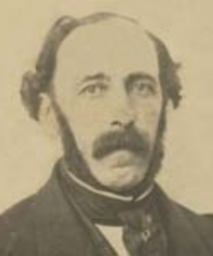
Su padre, Juan Jara Armaza.

Ramón Ángel Jara Ruz (Santiago, 2 de agosto de 1852-La Serena, 9 de marzo de 1917) fue un sacerdote católico chileno, Se desempeñó como obispo de Ancud y La Serena en Chile.

## Vida
Hijo del exfuncionario público y exdiputado Juan Nepomuceno Jara Armaza y de Ana del Carmen Ruz Fernández, tuvo ocho hermanos. Estudió en el Colegio de los PR. Franceses de Valparaíso. Estudió derecho en la Universidad de Chile.
Fue ordenado sacerdote en el 1 de enero de 1876. Amigo de Benjamín Vicuña Mackenna. Pronunció un brillante discurso en la inauguración del cerro Santa Lucía. Se dedicó a la enseñanza, organizó los primeros círculos obreros. Con motivo de la Guerra del Pacífico, fundó el Asilo de la Patria, para los huérfanos de guerra, erigió el Templo de La Gratitud Nacional en 1883, y creó la Casa de Purísima para la atención de las niñas. Fundó dos pensionados universitarios.
En 1887 viajó a Europa para tratar sobre la fundación de la Universidad Católica de Chile, de la cual fue secretario general y profesor de Derecho canónico. Allí conoció a San Juan Bosco y trabó amistad con él. En la inauguración del Templo del Sagrado Corazón en Roma, Don Bosco le encargó el discurso en castellano sobre la obra salesiana y lo nombró “Director General de los Cooperadores Salesianos de Chile”.
Fue administrador apostólico de la diócesis de Valparaíso desde el 13 de marzo de 1894, hasta su nombramiento como obispo de la Diócesis de Ancud el 28 de abril de 1898, que esa época comprendía las provincias de Valdivia, Osorno, Puerto Montt, Chiloé y Magallanes. En 1909 fue nombrado Obispo de La Serena. Por su iniciativa se levantó un monumento a la Virgen del Carmen, patrona de Chile en Palestina, sobre el monte Carmelo.

## Obras
También son conocidas algunas obras y citas, siendo un personaje influyente en su tiempo.
Es famosa la cita sobre el monumento al Cristo Redentor de los Andes. Su inauguración sirvió para celebrar la superación pacífica de un conflicto por cuestiones de límites que había llevado a Argentina y Chile a estar al borde de la guerra.

Y cuando las futuras generaciones suban por estos desfiladeros, conducidos por brazos del vapor, no encontrarán, como en las Termópilas, escrito con sangre en las desnudas piedras, aquel testamento de los heroicos espartanos: "Aquí rendimos la vida por defender las patrias leyes". Antes bien, llegarán a esta cumbre, y en el bronce de este glorioso monumento verán grabada con caracteres de fuego una leyenda sublime: «"Se desplomarán primero estas montañas, antes que argentinos y chilenos rompan la paz jurada a los pies del Cristo Redentor»
Monseñor Ramón Ángel Jara, Obispo de San Carlos de Ancud, 13 de marzo de 1904.

Fue autor del aclamado poema Retrato de una Madre.